# Cảng Diêm Điền
Cảng Diêm Điền là một cảng thuộc tỉnh Thái Bình.

## Xây dựng
Vào năm 2008, do muốn thúc đẩy mạnh các tiến triển về kinh tế biển. Ủy ban nhân dân tỉnh Thái Bình và một số nhà đầu tư khác đã bỏ ra tư khoảng hơn 593 tỷ đồng Việt Nam để mở rộng cảng Diêm Điền. Do nằm trên hai con sông có lượng phù sa lớn là con sông Trà Linh và Diêm Hộ nên cảng thường xuyên bị bồi lấp mạnh.
Với việc xây dựng, mở rộng cảng sẽ làm giảm đi những khó khăn cho bồi lấp gây ra cho tàu, thuyền ra, vào cảng. mở rộng diện tích nuôi trồng thủy sản và trồng rừng ngập mặn, góp phần giảm thiệt hại do lũ bão lớn từ biển và tiết kiệm chi phí vận tải hàng hóa, phát triển du lịch. Trong tương lai khi có tiền quỹ đất sẽ tiếp tục mở rộng các khu vực nuôi trồng thủy sản và trồng rừng ngập mặn, góp phần không nhỏ trong việc bảo đảm an toàn khi bị lũ bão lớn từ biển và tiết kiệm chi phí vận tải hàng hóa, phát triển du lịch trong và ngoài nước.